# Kléber Balmat

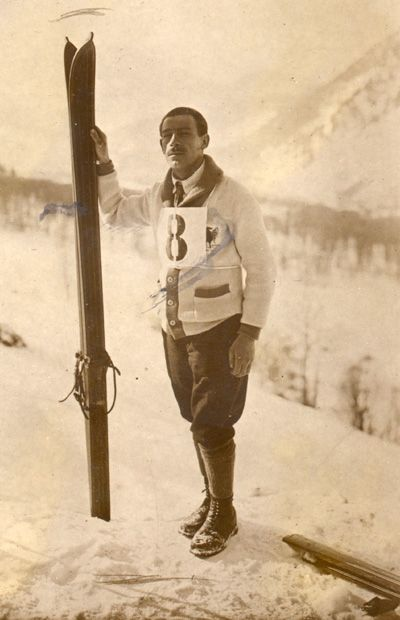
Kléber Balmat.

Pierre François Clébert "Kléber" Balmat, född 20 juni 1896 i Chamonix i Haute-Savoie, död där 20 juli 1961, var en fransk vinteridrottare. Han var aktiv inom nordisk kombination och backhoppning under 1920-talet. Han representerade Club des Sports de Chamonix.

## Karriär
Kléber Balmat deltog i olympiska vinterspelen 1924 på hemmaplan i Chamonix. Balmat startade i nordisk kombination och slutade på tionde plats. Han tävlade även i backhoppning, där slutade han på 15:e plats. Fyra år senare vid olympiska vinterspelen 1928 i Sankt Moritz i Schweiz, tävlade han åter i nordisk kombination och kom på 28:e plats. I backhoppning slutade han på 24:e plats.